# Psilogramma rupprechtorum
Psilogramma rupprechtorum là một loài bướm đêm thuộc họ Sphingidae. Loài này có ở Kalimantan ở Indonesia.